# Tejido hematopoyético
El tejido hematopoyético es el responsable de la producción de células sanguíneas. 
Existe tejido hematopoyético en el bazo, en los ganglios linfáticos, en el timo y, fundamentalmente, en la médula ósea roja, el centro hematopoyético más importante del organismo. En el momento de nacer, toda la médula ósea es roja. En los individuos adultos, la médula roja persiste en los intersticios de los huesos esponjosos. Se trata de un, formado por fibras reticulares y una gran cantidad de células: adiposas, macrófagos, reticulares y precursoras.
Las células madres hematopoyéticas tienen capacidad de división y de diferenciación. Algunas de las células procedentes de su división se diferencian en células que intervienen en la formación de los eritrocitos, granulocitos y monocitos. 
En la médula ósea se genera también la estirpe celular de los linfocitos, aunque estas células completan su desarrollo en los órganos linfoides, de ahí que también se denominen células linfoides.
Las plaquetas se originan por fragmentación de los megacariocitos, unas células gigantes y polimorfonucleadas que también se encuentran entre los elementos hematopoyéticos de la médula ósea. 
El tejido hematopoyético puede ser de dos tipos:
- Mieloide: es el que forma la médula ósea roja, que se encuentra entre las trabéculas del tejido óseo esponjoso. Formado por fibras reticulares y una gran cantidad de células madre precursoras de glóbulos rojos, leucocitos y plaquetas.

- Linfoide: en él se produce la diferenciación de los linfocitos. Lo encontramos en los ganglios, el timo, el bazo y las amígdalas.